# Kortstaartmierlijster
De kortstaartmierlijster (Chamaeza campanisona) is een zangvogel uit de familie Formicariidae (mierlijsters).

## Verspreiding en leefgebied
Deze soort komt voor van Venezuela tot Bolivia en in het zuidoosten van Zuid-Amerika. Er zijn elf ondersoorten:
- C. c. columbiana: oostelijk Colombia.
- C. c. punctigula: oostelijk Ecuador en noordelijk Peru.
- C. c. olivacea: oostelijk-centraal Peru.
- C. c. huachamacarii: de tepuis van zuidelijk Venezuela.
- C. c. berlepschi: zuidoostelijk Peru en westelijk Bolivia.
- C. c. venezuelana: noordelijk Venezuela.
- C. c. yavii: de tepuis van zuidelijk-centraal Venezuela.
- C. c. obscura: oostelijk Venezuela.
- C. c. fulvescens: zuidoostelijk Venezuela en westelijk Guyana.
- C. c. boliviana: centraal en westelijk Bolivia.
- C. c. campanisona: oostelijk en zuidoostelijk Brazilië, oostelijk Paraguay en noordoostelijk Argentinië.

## Status
De grootte van de populatie is niet gekwantificeerd maar de soort wordt omschreven als vrij algemeen. Op de Rode lijst van de IUCN heeft deze soort de status niet bedreigd.